# 싸얼투구

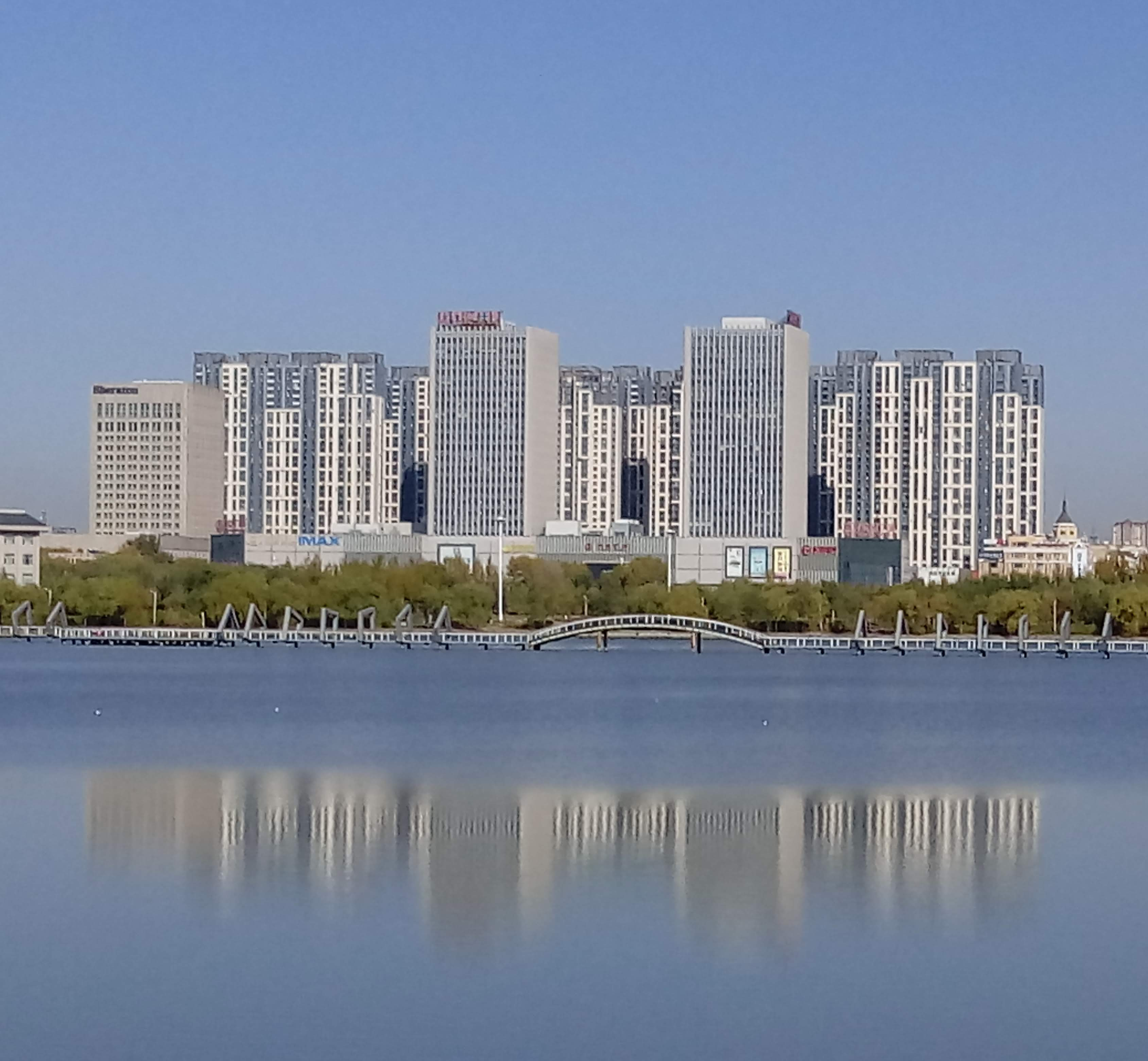

싸얼투구(중국어: 萨尔图区, 병음: Sà'ěrtú Qū)는 중화인민공화국 헤이룽장성 다칭 시의 행정구역이다. 넓이는 549km2이고, 인구는 2007년 기준으로 310,000명이다.

## 행정 구역
9개 가도를 관할한다.
- 가도: 萨尔图街道, 会战街道, 铁人街道, 友谊街道, 拥军街道, 火炬街道, 富强街道, 东安街道, 东风街道.